# 榆次西站
榆次西站位于中国山西省晋中市榆次区，处于石太铁路与同蒲铁路交汇处南侧，向北距离太原站29公里，隶属于太原铁路局。
1940年日本占领当局在老城西关原同蒲铁路榆次县站以东、榆次北站南侧新建榆次西站，使其能与准轨石太铁路榆次北站换装，旧榆次县站于1942年废弃。1979年榆次新客站建成投用，本站更名为榆次站西场。
车站为榆次站的辅助编组场，主要担负石太、太焦、同蒲线及太中银线列车的到达、编解、摘挂，修文和榆次的转场业务。设有2条正线、7条到发线和5条调车线。